# Milte
Milte ist ein Dorf mit ca. 1.900 Einwohnern im östlichen Münsterland und Ortsteil der Stadt Warendorf.

## Geographie

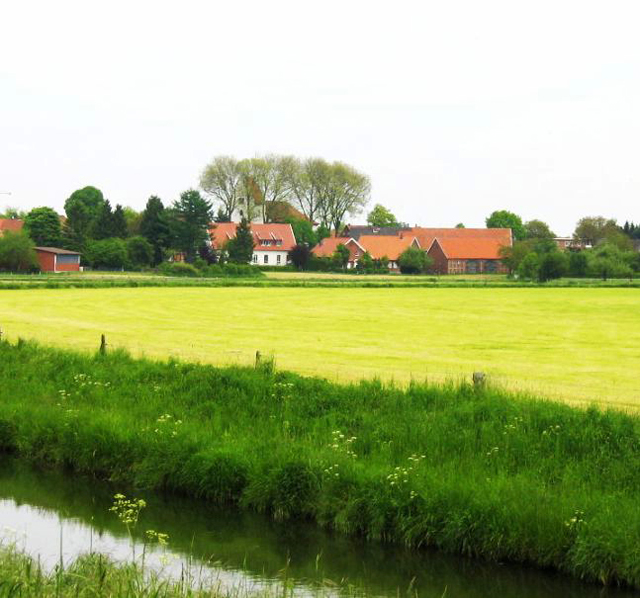
Ansicht des Dorfes von der Hessel

### Bauerschaften
Neben dem Ortskern, der sich nördlich der Hessel erstreckt, umfasst das Milter Gebiet drei große Bauerschaften. Die räumlich kleinste ist das westlich gelegene Hörste. Der Name (Horst = Wald) geht auf eine durch Rodetätigkeit entstandene Siedlung von Höfen in altsächsischer Zeit zurück. Ostmilte liegt im Osten des Dorfes. Zusammen mit dem Beverstrang (südlich und nördlich entlang der Bever) hat es vermutlich die älteste Siedlungsgeschichte. An den Eschen von Hessel und Bever entstanden in germanischer Zeit die ersten Höfe. Ostmilte ist dabei von Gemengelage und Gruppierungen von Höfen gekennzeichnet. Der Beverstrang wies dagegen nur Einzelhofsiedlungen auf, was durch die sich dort findenden Höheninseln herrührt, die für eine Eschgenossenschaft zu klein waren.

## Geschichte
Eine Reihe von Grabungen belegt die Siedlungsgeschichte auf Milter Gebiet in vor- und frühgeschichtlicher Zeit. Am „Königstal“ in der Nähe des Friedhofs wurden Steingeräte gefunden, die aus der Zeit um etwa 12.000 v. Chr. stammen. 1956 entdeckte ein Milter Bauer beim Bearbeiten eines Ackers eine weidenblattförmige Pfeilspitze, die als Inventar der Einzelgrabkultur eingeordnet wurde (etwa 2000 v. Chr.).
Bei einer wissenschaftlichen Grabung aus dem Jahre 1938 auf dem Gebiet des alten Sportplatzes und der Genossenschaft wurden Urnen mit Beigabenresten gefunden, die auf Brandbestattung hindeuten und ins zweite oder erste vorchristliche Jahrhundert datieren. Eine Grabung aus dem Jahr 1995 erbrachte einen Bestattungsplatz und mehrere Hausgrundrisse, die ebenfalls in die jüngere vorrömische Zeit (300 v. Chr. bis Chr. Geburt) gehören.
Nach den altgermanischen Brukterern, die sich auf Höfen entlang der Hessel und Bever niederließen, siedelten später Sachsen in den Milter Fluren und erweiterten die Nutzbarmachung der Eschflure und Marken. Bei der Grabung 1938 wurden Pfostenspuren eines Grubenhauses entdeckt und ein nicht ganz vollständig erhaltener Grundriss eines circa 25 m langen und 6,5 m breiten Langhauses, das in die Zeit von Christi Geburt bis ins 5. Jahrhundert eingeordnet wurde. Neueren Datums sind Spurenfunde von Grubenhäusern aus dem 5. Jahrhundert nach Chr., sowie der seltene Fund einer Glasscherbe.
Mit der Eroberung durch den Franken Karl den Großen wurden auch die auf Milter Gebiet lebenden Bauern christianisiert. Drei Rittersitze wurden gegründet: Rengering und Vinnenberg, im Westen bzw. Osten an der Bever gelegen, und der Rittersitz Millethe im Süden an der Hessel.
Die erste urkundliche Erwähnung von „Millethe“ stammt aus dem Jahr 1146. In der „Clarholzer Papsturkunde“ bestätigt Eugen III. dem Clarholzer Konvent Besitztümer und Güter, zu denen auch vier Schilling des Zehnten aus Milte gehörten. Der mittelalterliche Name „Millethe“ geht möglicherweise auf den Wortstamm „mellô“ für Sand, Sandbank zurück. Heidesandboden ist markanter Teil der geologischen Beschaffenheit des Milter Gebietes. An der im Süden des Dorfes entlangfließenden Hessel fanden sich zahlreiche Sandbänke und Brinke (Dünen).

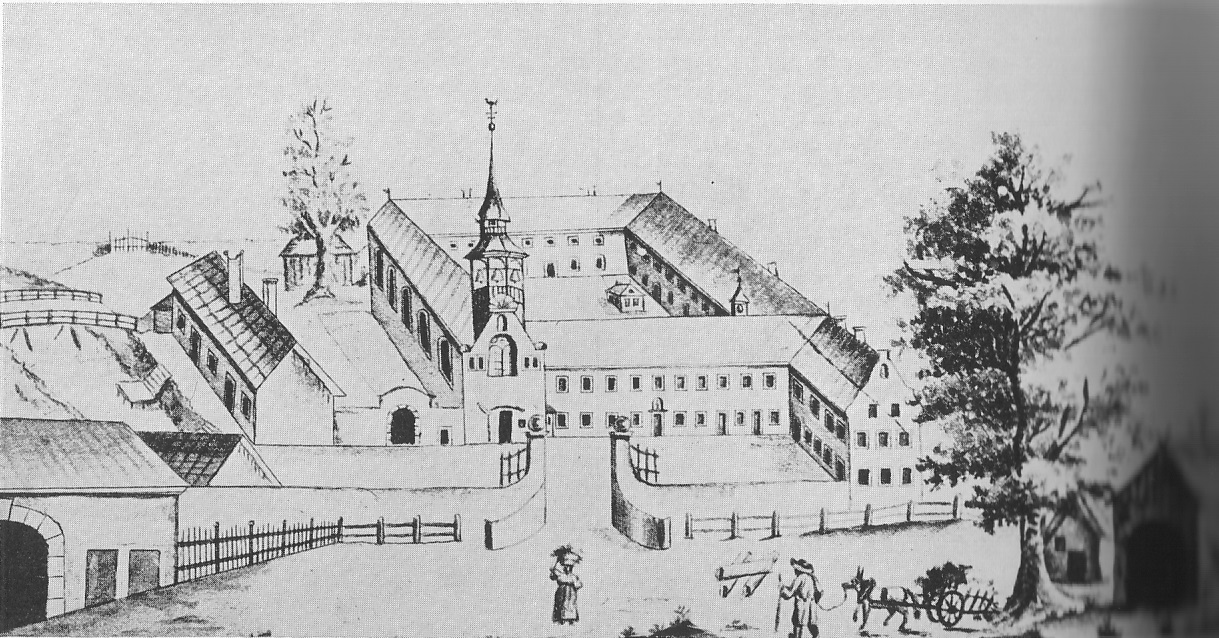
Kloster Vinnenberg nach einer Zeichnung um 1800

Rengering und Vinnenberg wurden im 13. Jahrhundert Klöster (Kloster Rengering, Kloster Vinnenberg). Der Besitz der Burg Millethe ging durch Schenkung an die Kirche. Auf dem ehemaligen Burggelände im Süden des Dorfes wurde das alte Pastorat errichtet.
Milte gehörte bis 1803 als Kirchspiel dem Hochstift Münster an und unterstand dem Amt Sassenberg. Nach der Übernahme des Gebietes durch Preußen war es bis 1809 Teil des Königreichs Preußen. Durch den Einmarsch Napoleons gehörte Milte bis 1813 dem Kaiserreich Frankreich an, bevor es dann wieder Teil Preußens wurde.
Ab 1841 wurde Milte selbständige Gemeinde und war dem Amt Ostbevern zugeordnet. Auch nach der Einigung des Deutschen Reiches und bis in die Bundesrepublik Deutschland hatte dieser Rechtsstatus weiter Bestand.
Mit der kommunalen Neuordnung (Münster/Hamm-Gesetz) verlor Milte am 1. Januar 1975 seine Selbständigkeit und wurde in die Stadt Warendorf eingemeindet.
1996 feierte das Dorf Milte sein 850-jähriges Bestehen.

## Politik

### Wappen
Blasonierung: „In Rot ein silberner (weißer) romanischer Kirchturm mit Tor, Schallöffnungen, einem Fenster, Turmuhr und Treppengiebel, begleitet von zwei silbernen (weißen) vertikalen Wellenbalken.“ Das Wappen zeigt den romanischen Kirchturm der Kirche St. Johannes Baptist. Die Wellenbalken symbolisieren Bever und Hessel.

## Sehenswürdigkeiten

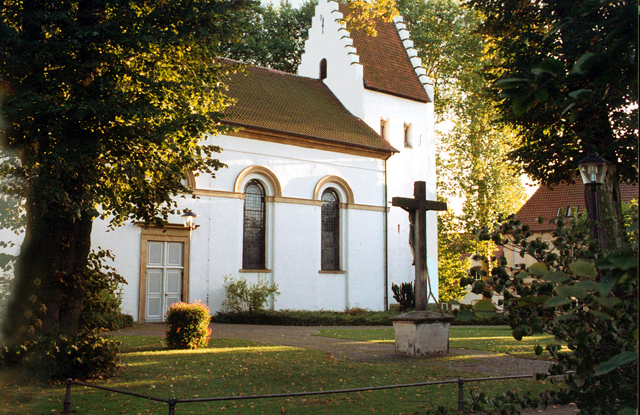
Kirche St. Johannes Baptist

Die katholische Pfarrkirche St. Johannes Baptist ist ein satteldachgedeckter Saalbau mit einem eingezogenen Anbau im Westen, der den hinteren Chorraum und die Sakristei beherbergt.
Das Kloster Vinnenberg ist ein ehemaliges Zisterzienserinnen- und Benediktinerinnenkloster. Es ist einer der ältesten Wallfahrtsorte im Bistum Münster. Bekannt ist das Kloster vor allem wegen des Vinnenberger Gnadenbildes und der Vinnenberger Wallfahrt.

## Vereine

### DJK Rot-Weiß Milte 1958 e. V.
Der Sportverein DJK Milte gründete sich 1958, um eine Tischtennisabteilung aufzubauen. 1963 stellte der Verein den Sportplatz an der Hessel fertig und baute ein Jahr später die Fußballabteilung auf. Diese besteht aktuell aus zwei Seniorenmannschaften und zehn Jugendmannschaften, von denen drei Mädchenmannschaften sind. Die Volleyballabteilung besteht derzeit aus vier Mannschaften im Herren-, Damen- und Jugendbereich. Die Breitensportabteilung ist größte Abteilung in der DJK Milte. In über 10 Gruppen werden dort verschiedenen Sportarten wie Gymnastik, Step-Aerobic, (Nordic) Walking, Einradfahren, Männersport und Turnen angeboten.

### Bürgerschützenverein Milte e. V.
Seit 1841 ist durch den Bürgerschützenverein das Schützenwesen in Milte vertreten. Zum jährlichen Schützenfest Ende Mai/Anfang Juni trifft sich die Dorfgemeinschaft auf dem nahe gelegenen Schützenplatz.

### Familiendorf Milte
Der Verein Familiendorf e. V. setzt sich für ein lebenswertes Milte ein. Die Ehrenamtlichen möchten die Vorteile des dörflichen Lebens fördern. Die Kultur der gegenseitigen Hilfe soll erhalten bleiben und das Leben aller Milter bereichern. Der Verein unterstützt das Büro auf dem Mehrgenerationenhof.

### Kolpingsfamilie Milte
Die Kolpingsfamilie Milte gründete sich 1949. Zunächst von 33 Gesellen ins Leben gerufen, entwickelte sich die Milter Gruppe des Kolpingwerkes allmählich zu einem katholischen Familienverband. In zahlreichen Veranstaltungsangeboten bietet die Kolpingsfamilie christliche Lebenshilfe und will das Gemeinwohl fördern.

### inMilte e. V.
Der inMilte e. V. wurde im Jahre 2008 gegründet. Der Verein entstand aus der AG Wirtschaft (Arbeitskreis Milter Bürger) und der ehemaligen Werbegemeinschaft. Das Ziel des Vereines ist ein zukunftsorientiertes Planen und Handeln zum Wohle der und Bürger in Milte. Hierzu gehört insbesondere die Förderung von Jugend und Soziales, Kunst und Kultur, Sport, Handel, Dienstleistungen und Handwerk, sowie der Umwelt-, Landschafts- und Denkmalschutz. Im Jahre 2012 wurde der Verein in das Vereinsregister eingetragen und erhielt die Gemeinnützigkeit. Neben der Erstellung des neuen Milter Logos sowie der Errichtung eines Schaukastens im Dorf organisiert der Verein alle zwei Jahre den Milter-Mühlenmarkt, eine Mischung aus Gewerbeschau und Dorffest, bei der die heimischen Betriebe ihre Produkte und Dienstleistungen ausstellen können und die Milter Vereine und Institutionen ein attraktives Rahmenprogramm beibringen.

### Musikvereine

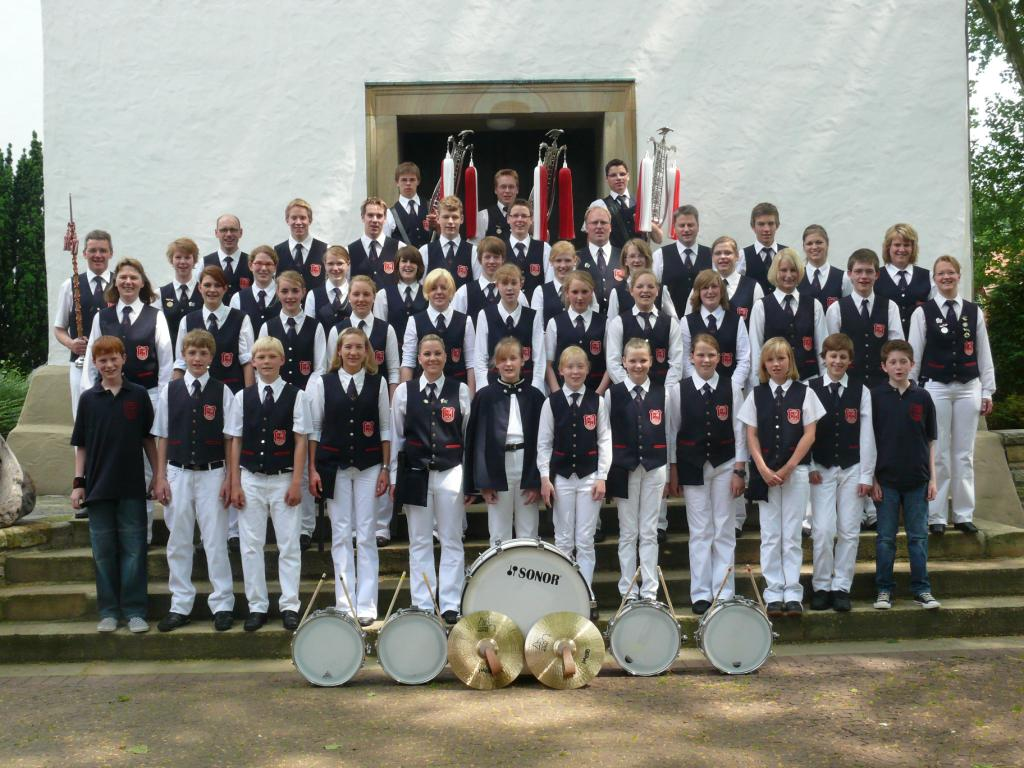
Spielmannszug Milte

- Fanfarencorps Milte 1959 e. V.
- Harmonika-Club
- Spielmannszug Milte
- Stadtkapelle Warendorf

### Chöre
- Kinderchor „Milter Spatzen“
- Kirchenchor
- Singekreis

### Weitere Vereine in Milte
- Arbeitskreis Milter Bürger
- Familiendorf Milte e. V.[4]
- Förderverein der Grundschule
- Freiwillige Feuerwehr Warendorf Löschzug Milte
- Geschichtswerkstatt Milte e. V.
- Hegering Milte-Einen
- Heimatverein
- Jagdhornbläser des Hegering Milte-Einen
- Kameradschaft ehemaliger Soldaten
- Katholische Frauengemeinschaft (kfd)
- Katholische Landjugendbewegung Milte
- Klosterschützen
- Landfrauen
- Landwirtschaftlicher Ortsverein
- Pappnasenverein Milte
- Reit- und Fahrverein Milte-Sassenberg e. V.

## Veranstaltungen

### Lütke Fastaobend
Der „Lütke Fastaobend“ wird von den Männern des Dorfes und der Bauerschaften traditionell am Freitag (früher Donnerstag) vor Rosenmontag begangen. Getrennt nach Dörflern und den Bauerschaften kommen die Männer in verschiedenen Gaststätten auf Einladung ihres „Potthöllers“ zu einem zwanglosen Treffen zusammen. Es wird „geklönt“, man spielt Karten und trinkt Bier, das von den Neuvermählten des letzten Jahres bezahlt wird.
Der Brauch stammt aus der Nachfolge des Milter Fastnachtstreibens. Traditionell hatten zur Zeit des Feudalismus die Eigenhörigen des Klosters Vinnenberg einen Teil ihrer Abgaben zu leisten. Sie wurden dabei vom Kloster zu einem Mahl eingeladen. Viele der Beköstigten führten die Feier nach dem Festessen fort. Nach mündlicher Überlieferung sollen sich diese Feiern zu einem fast einwöchigen ausgelassenen Fest bis zum Aschermittwoch entwickelt haben. Im Jahr 1853 soll der damalige Milter Pfarrer Falger dem ausufernden Treiben Einhalt geboten und einen zeitlich begrenzten Rahmen für die Fastnachtsfeierlichkeiten ersonnen haben: den „Lütke Fastaobend“, die kleine Fastnacht.
Der Begriff „Potthöller“ oder „Botthöller“ für den Vorsteher jeder Bauerschaft und jedes Dorfs, lässt zwei Deutungen zu: Zum einen kann er denjenigen bezeichnen, der den Pott hält, in den alle Männer des Dorfes oder der Bauerschaft für die Feier einzahlen müssen; es kann aber auch ein Zusammenhang mit der Deutung „Aufgebotsholer“ bestehen, da der „Botthöller“ in früheren Zeiten die Einladungen persönlich aussprach und nur verheiratete Hof- und Hausbesitzer am „Lütke Fastaobend“ teilnehmen durften.

### Rosenmontagszug
Seit einigen Jahren hat sich auf Initiative des jungen Karnevalsvereins „Pappnasen“ ein kleiner Rosenmontagszug entwickelt, der neben der Milter Bevölkerung weitere Besucher aus den umliegenden Orten anlockt.

### Schützenfest
Traditionell wird das Milter Schützenfest an mehreren Tagen um ein Wochenende Ende Mai / Anfang Juni gefeiert. Seit mehreren Jahren beginnen die Feierlichkeiten bereits am Freitag mit einer Jugendparty. Am Samstag trifft sich das Dorf im Festzelt am Schützenplatz zum Heimatabend, an dem die Milter Vereine und Gruppen ein buntes Programm liefern und das mit dem Milter Heimatlied „Use Dörpken“ (plattdeutsch für „Unser Dörfchen“) und einem Zapfenstreich der Milter Musikkapellen endet. Nach einem Antreten im Dorf am Sonntagnachmittag zieht die Gemeinde zusammen mit Schützen und Ehrengarde zum Schützenplatz, der am Dorfrand gelegen ist. Neben Spielen für die Kinder wird um die Ehre des Hampelmannkönigs geschossen. Am Abend trifft sich die Jugend des Dorfes zum Jugendball. Höhepunkt der Feierlichkeiten sind das Königsschießen, das am Montagvormittag stattfindet, und die Krönung von König und Königin am Nachmittag. Abends schließt das Fest mit dem Königsball im Festzelt.

### Lambertussingen
Wie viele Gemeinden im Münsterland feiert auch Milte traditionell um den Lambertustag, den 17. September, sein Lambertussingen. Die Kinder treffen sich mit ihren Eltern und den zum Teil selbstgebastelten Laternen auf dem Schulplatz. Singend ziehen sie um eine von den jungen Vätern mit Grün umwickelte Pyramide.

## Persönlichkeiten
- Heinrich Johannpötter OFM (1933–2011), katholischer Bischof des Bistums Bacabal (Brasilien) von 1989 bis 1997
- Heinrich Möller (1841–1932), deutscher Tierarzt
- Anna Maria Plönies (1592–1677), Begründerin der Vinnenberger Wallfahrt